# Ernesto Hidalgo Ramírez
José Emigdio Ernesto Hidalgo Ramírez (Ciudad Obregón, hoy San José Iturbide;8 de septiembre de 1889-Ciudad de México; 14 de octubre de 1955) fue un canciller, periodista, político y embajador mexicano.

## Vida
Ernesto Hidalgo Ramírez fue secretario de Luis Cabrera Lobato de 1917 a 1920, cuando fue ministro de Hacienda en el gabinete de Venustiano Carranza. Entre 1926 y 1928 fue Diputado Federal del Estado de Guanajuato por el Distrito 5; entre 1928 y 1930 fue diputado federal del Estado de Guanajuato por el Distrito 18; diputado federal del Estado de Guanajuato por el Distrito 8.Gobernador de Guanajuato en el periodo de 1943 a 1946, por el Partido de la Revolución Mexicana. Posteriormente fue desaforado y sustituido por Nicéforo Guerrero, que después renunció.